# Leopoldo Valdés Codina
Leopoldo Valdés Codina (n. 1868) fue un escritor cubano.

## Biografía
Nacido en 1868 en La Habana, publicó obras como María la Villereña (novelita, Habana, 1901), Marina (novelita, Habana, 1901), Se solicita un novio (juguete, 1905), Reconcentrada (novela), Las Mujeres fin de siglo (zarzuela, 1905) y Hay que nacionalizar (1910).